# Aedes burnetti
Aedes burnetti är en tvåvingeart som beskrevs av John Nicholas Belkin 1962. Aedes burnetti ingår i släktet Aedes och familjen stickmyggor. Inga underarter finns listade i Catalogue of Life.